# Pie cúbico
El pie cúbico es una unidad de volumen, equivalente al volumen de un cubo de un pie de lado. Su abreviatura es ft³ o cu ft.
A 60 °F (15,6 °C), un pie cúbico de agua pesa 62,37 libras (28,29 kg)

## Abreviaturas
No hay abreviaturas universales, pero las más frecuentes son las siguientes:
- pie cúbico, pies cúbicos
- ft³, pie³, pies³
- ft^3, pie^3, pies^3
- ft/-3, pie/-3, pies/-2
- PCC se usa para 100 pies cúbicos (donde "C" significa centum, un ciento). Se usa para la medición del suministro de gas natural y de agua para las casas.

## Equivalencias
1 pie cúbico equivale a:
- 1 728 pulgadas cúbicas
- 0,037037037037037 yardas cúbicas
- 0,00002295684113865932 acre-pies
- 0,000000000006793572780143 millas cúbicas
- exactamente 28 316,846592 mililitros o centímetros cúbicos
- exactamente 28,316846592 litros o decímetros cúbicos
- exactamente 0,028316846592 kilolitros o metros cúbicos